# Řády, vyznamenání a medaile Keni

Insignie náčelníka Řádu zlatého srdce Keni

Řády, vyznamenání a medaile Keni udílí prezident Keni jako uznání za vynikající nebo mimořádné služby poskytované národu v různých oblastech a při plnění různých povinností. Vyznamenání udílí prezident na doporučení Výboru státních vyznamenání a ocenění, který je součástí prezidentské kanceláře. Jednotlivci mohou být nominování okresními výbory, vládními ministry, náboženskými organizacemi, nevládními neziskovými organizacemi, jednotlivci a dalšími subjekty. Nejvyšší vyznamenání udílené Keňskou republikou je náčelník Řádu zlatého srdce Keni.

## Vyznamenání
- Řád zlatého srdce Keni (Order of the Golden Heart of Kenya) byl založen dne 21. dubna 1966. Udílen je ve třech třídách (náčelník, starší a moran) za mimořádné služby státu.[4]
- Medaile Uhodari (Uhodari Medal) byla založena dne 21. dubna 1966. Udílena je příslušníkům uniformovaných služeb za statečnost a sebeobětování.[5]
- Řád hořícího kopí (Order of the Burning Spear) byl založen dne 21. dubna 1966. Udílen je ve třech třídách (náčelník, starší, moran) za mimořádné služby státu.[6]
- Řád velkého válečníka Keni (Order of the Grand Warrior of Kenya) byl založen dne 8. prosince 1983. Udílen je příslušníkům uniformovaných složek a dalším jedincům za zásluhy a vynikající oddanost své povinnosti.[7]
- Řád za vynikající chování (Distinguished Conduct Order) byl založen dne 21. dubna 1966. Udílen je příslušníkům ozbrojených sil za příkladné chování.[8]
- Medaile za vynikající službu (Distinguished Service Medal) byla založena dne 21. dubna 1966. Udílena je příslušníkům ozbrojených sil za výjimečnou službu, chrabrost a oddanost službě.[9]
- Stříbrná hvězda Keni (Silver Star of Kenya) byla založena dne 8. prosince 1983. Udílena je příslušníkům uniformovaných služeb za chrabrost, sebeobětování nebo oddanost službě tváří v tvář nebezpečí.[10]
- Cena Uzalendo (Uzalendo Award)
- Pochvala hlavy státu (Head of State's Commendation) je udílena ve dvou divizích, v civilní a vojenské. Založena byla dne 8. prosince 1983. Udílena je za mimořádné a vynikající služby poskytované národu.[11]